# Eptesicus guadeloupensis
Eptesicus guadeloupensis är en fladdermusart som beskrevs av Hugh H. Genoways och Baker 1975. Eptesicus guadeloupensis ingår i släktet Eptesicus och familjen läderlappar. IUCN kategoriserar arten globalt som sårbar. Inga underarter finns listade i Catalogue of Life.
Denna fladdermus lever endemisk på Guadeloupe. Den äter insekter.